# Ордынский, Павел Львович
Павел Львович Ордынский (настоящая фамилия Плохов; 1882—?) — русский писатель.

## Биография
Родился в Ярославской губернии в крестьянской семье и по окончании сельской школы был «отвезен в Москву и определен в „мальчики“ в лавку Ютанова».
Известен своим научно-фантастическим романом «Кровавый трон» (1917), в котором описано военное изобретение: воздушный корабль «Всевидящий», с помощью особых лучей уничтожающий на расстоянии вражеские летательные аппараты.
Является также автором произведений других жанров. Его рассказы и стихи печатались в газетах «Утро», «Раннее утро», «Руль», «Вечерние известия».
Во время гражданской войны ездил на агитпоезде «Октябрьская революция» вместе с М. И. Калининым. 
В 1920-х годах сотрудничал в газетах «Гудок», «Труд», «На вахте»; был членом Суриковского литературно-музыкального кружка.

## Публикации
- Павел Плохов. Человек здравого смысла и другие рассказы. — М.: тип. АО «Моск. изд-во», 1916. — 223 с.
- Ордынский П. Кровавый трон. Роман в двух частях. — М.: Воля, 1917. — 166 с.